# مارك باترسون (لاعب كرة قدم)
مارك باترسون (بالإنجليزية: Mark Patterson)‏ (24 مايو 1965 في المملكة المتحدة - ) هو مدرب كرة قدم ولاعب كرة قدم بريطاني في مركز الوسط. لعب مع بريستون نورث إيند وبلاكبيرن روفرز وبولتون واندررز وشيفيلد يونايتد ونادي بلاكبول ونادي بوري ونادي ساوثيند يونايتد ونادي سكاربورو وليه جنيسيس ‏.

## وصلات خارجية
- مارك باترسون على موقع قاعدة بيانات كرة القدم.إي يو (الإنجليزية)
- مارك باترسون على موقع عالم كرة القدم.نت (الإنجليزية)